# Tonio & Julia: Ein neues Leben
Ein neues Leben ist ein deutscher Fernsehfilm von Bettina Woernle aus dem Jahr 2019. Es handelt sich um die fünfte Folge der ZDF-Fernsehserie Tonio & Julia mit Maximilian Grill und Oona Devi Liebich in den Hauptrollen.

## Handlung
In der Familienberatungsstelle der katholischen Gemeinde St. Sixtus erscheint Kati Amin. Die IT-Expertin ist nach einem Schlaganfall seit einem Jahr nicht nur gehbehindert, sondern auch ihr linker Arm ist gelähmt, sodass sie nur noch mit ihrem Leben hadert. Zudem weist ihr zwölfjähriger Sohn Henry sie ab und ist ihr gegenüber aggressiv. Auch in der Schule ist sein Verhalten auffällig. Das führt so weit, dass Henry für ein paar Tage von der Schule verwiesen wird, da er seine Mitschüler geschlagen hat. Pfarrer Niederegger ist zufällig in der Schule und wird Zeuge von Henrys Problemen. So kommt er nicht umhin dem Jungen hilfreich zur Seite zu stehen.
Für Julia ist Kati Amins Fall eine Herausforderung, denn mit den Einschränkungen nach einem Schlaganfall hat sie wenig Erfahrungen. Daher sucht sie Rat bei einem Physiotherapeuten und konsultiert auch den Klinikarzt Dr. Felix Born. Von ihm erfährt Julia, dass es mitunter ganz typische Depressionen nach Schlaganfällen gibt, die sich aber gut behandelt lassen würden. Im Moment verweigert sich Kati Amin allerdings jeglicher Hilfe und erscheint nicht einmal zu ihrem Termin in der Familienberatungsstelle. Ihr Mann Yunus entschuldigt sie bei Julia mit den Worten, dass dies Katis Entscheidung wäre. Doch Julia erklärt ihm, dass dies ihre ganze Familie betreffen würde: sowohl ihn selber als auch Henry. Kurzerhand lässt sie Yunus die frei gewordene Beratungsstunde nutzen und hört sich seine Sorgen an. Parallel kümmert sich Tonio um Henry, der für seine Verfehlungen in der Schule bei der Kirche Sozialstunden leisten muss. Henry ist darüber letztendlich ganz froh, denn er hat in Tonio jemanden, der ihm endlich mal zuhört.
Yunus Amin kommt inzwischen regelmäßig in die Beratungsstelle. Julia bestärkt ihn darin seiner Frau, die sie nach wie vor im Selbstmitleid versinkt, Grenzen zu setzen und auch mal an sich und seine Bedürfnisse zu denken. Dazu gehöre auch sein Sohn und es wäre wichtig, Zeit mit ihm zu verbringen. Sollte seine Frau das nicht verstehen und weiterhin keine Anstalten machen etwas an ihrer Situation zu ändern, könne er ihr durchaus damit drohen auszuziehen. Kati Amin ist zunächst extrem verärgert, besinnt sich aber schon bald und versucht sich im Haushalt etwas nützlich zu machen. Trotz kleiner Fehlschläge ist ihr Mann freudig überrascht. Doch die Freude währt nicht lange, denn als Kati versucht Henry bei seinen Hausaufgaben zu helfen eskaliert das Ganze und Henry läuft von zu Hause weg. Alle suchen nun nach dem Jungen und auch Kati nutzt ihre Möglichkeiten. Da Henry ein Laptop mitgenommen hat, kann sie ihn dadurch orten und macht sich allein auf den Weg zu ihm. Das imponiert ihrem Sohn und beide sprechen sich aus. Auch Yunus ist erstaunt und hat wieder Hoffnung, dass sich alles zum Guten wenden wird.

## Hintergrund
Der Film wurde unter dem Arbeitstitel Tonio und Julia – Rabenmutter vom 28. August bis zum 24. Oktober 2018 in Bad Tölz und Umgebung gedreht. Die Aufnahmen der Schule fanden im Kloster Benediktbeuern statt.

## Rezeption

### Einschaltquoten
Der Film wurde bei seiner Erstausstrahlung am 21. März 2019 von 4,24 Millionen Zuschauern gesehen. Dies entspricht einen Marktanteil von 13,8 Prozent für das ZDF.

### Kritiken
Rainer Tittelbach von tittelbach.tv wertete: „Autorin Katja Kittendorf führt [in dieser Episode] dem Zuschauer vor, dass bei Familienschwierigkeiten alle Mitglieder betroffen sind.“ „So klar – im Rahmen eines Unterhaltungsfilms – das Krankheitsbild auch beschrieben wird, so sehr sind hier doch am Ende vor allem dramaturgische Heilungskräfte, inklusive individuelle Willensstärke (‚Ich gebe mir Mühe‘), am Werk. Plausibler dargestellt wird dagegen das Interaktionsmuster, die gegenseitige Abhängigkeit, die auch die beiden ‚Männer‘ der Familie krank macht. Vor allem der Heilungsprozess des Sohnes, den der Pfarrer unter seine Fittiche nimmt, bevor er bei den Schindels ein und aus geht, bindet das Reihen-Personal geschickt ein und ist ein launiger Kontrapunkt zur aggressiven Schwermut der weiblichen Episodenhauptfigur.“
Die Kritiker der Fernsehzeitschrift TV Spielfilm vergaben die beste Wertung (Daumen nach oben) und schrieben: „Diese Folge der Wertevermittlung ist kein fades Priesterseminar und bei aller ‚Ernsthaftigkeit‘ herzig und flapsig wie der Auftakt der Reihe.“ Fazit: „Geerdet, anspielungsreich, mitunter frech.“